# Эс-Сальман
Эс-Сальман (араб. السلمان‎) — небольшой город на юге Ирака, на территории мухафазы Мутанна. Административный центр одноимённого округа.
К северу от города расположена одноимённая авиабаза.

## Географическое положение
Город находится в западной части мухафазы, в пустыне Рубайтат-эс-Сальман, на высоте 207 метров над уровнем моря.

Эс-Сальман расположен на расстоянии приблизительно 112 километров к юго-западу от Эс-Самавы, административного центра провинции и на расстоянии 305 километров к югу от Багдада, столицы страны.